# Dimitri Vegas & Like Mike
Dimitri Vegas & Like Mike son un dúo belga de música electrónica formado por los hermanos disc-jockeys Dimitri Thivaios (Dimitri Vegas) y Michael Thivaios (Like Mike) desde 2007. También son fundadores y dueños del sello discográfico Smash the House desde 2010.
En 2015 y 2019 obtuvieron el primer puesto (de mejores DJs del mundo) en la encuesta realizada por la revista DJmag. Actualmente son los #3 en la encuesta realizada en 2024. Ingresaron en 2011 ubicándose en la posición #79.

## Biografía
Dimitri Thivaios, más conocido como "Dimitri Vegas", nació el 16 de mayo de 1982, comenzó a hacer sus primeras incursiones como DJ a la edad de 14 años. En sus primeros años, realizó varias presentaciones en lugares menores y fue el DJ residente de la radio BeatFM. Debido a una coincidencia afortunada, dejó Chile en 1999 y comenzó a girar por Europa. Vivió en Mallorca, después en Halkidiki, Grecia, antes de trasladarse a Ibiza en 2003, donde fue residente en importantes discotecas como Privilege y Space.
Luego regresó a Mallorca, pasando por las Islas Canarias, hasta afincarse en Zante, Grecia, donde fue residente de Amnesia y The End en el 2006. En otoño de 2006, regresó a Bélgica para trabajar en equipo con su hermano, Michael Thivaios, más conocido como "Like Mike", nacido el 2 de diciembre de 1985, para producir su primer lanzamiento 'La Cocaína / Ibiza 2007' y su remix del himno de Push "Universal Nation" editados en 2007 por Bonzai Records.

## Carrera musical
Su remix de «Work that body» de 2008 llamó la atención de Axwell, quien les dio una mano y confió el remix de "Rotterdam city of love" por Abel Ramos para su sello Axtone. En 2009, Dimitri & Mike hicieron un edit junto a Swedish House Mafia de «Leave the World Behind». En 2011 también han hecho remixes para artistas como Lady Gaga, Jennifer Lopez y LMFAO. En el 2013 publicaron un vídeo titulado «Bringing Home the Madness», hubo muchas especulaciones, como que iba a ser un álbum, pero el dúo estaba presentando un tráiler para el concierto que se realizó a finales del mismo año. A principios de 2014 los hermanos Dimitri y Mike recibieron 2 Beatport Awards a 'Mejor Track del Año' por Mammoth y a 'Artista del año'. Recibieron en Bélgica la certificación de oro por sus sencillos como «Find Tomorrow» y «Momentum». En julio de 2014, lograron introducir su primer sencillo en la lista de sencillos del Reino Unido gracias a la coproducción «Tremor» con Martin Garrix, ocupando el puesto número 30.
En abril de 2015, lanzaron el sencillo «The Hum» junto a Ummet Ozcan. Este permaneció varias semanas en la cima de la lista de descargas del portal digital Beatport y además lograron su primer número uno en la lista de sencillos de la Región Flamenca de Bélgica.
En agosto de ese mismo año, consiguen su segundo número uno consecutivo en Bélgica gracias a «Higher Place», un sencillo que cuenta con las voces de Ne-Yo y del propio Like Mike, siendo su primera intervención como vocalista. Este formará parte de lo que será su álbum debut en estudio.
El 12 de noviembre de 2016 en una entrevista en Alemania confirmaron que el álbum se quedará en "stop" ya que prefieren sacar más sencillos y música gratuita para los fanes.

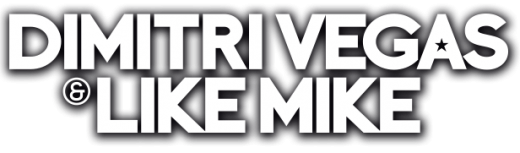
Logo Oficial de Dimitri Vegas & Like Mike.

Desde el año 2013, cada año a finales de diciembre se celebra un concierto organizado por ellos llamado «Bringing The Madness» (Antwerp, Bélgica) con distintos DJs de renombre y artistas reconocidos a nivel mundial como Steve Aoki, Afrojack, Armin Van Buuren, Ne-Yo, Lost Frequecies, Steve Angello, Quintino y Hardwell. Sin embargo, en 2018 decidieron terminar con la temática de «Bringing the Madness» con una nueva: «Garden of Madness».
En julio del año 2018, durante el festival Tomorrowland, lanzaron la segunda parte de «Summer of Madness" con sencillos y colaboraciones en descarga gratuita. Un año más tarde, en 2019, lanzaron una gran colaboración llamada "Instagram" junto al DJ y productor David Guetta, la cantante latina Natti Natasha y Daddy Yankee, la cual consiguió más de 30 millones de reproducciones en Spotify en 1 mes. Por ese mismo tiempo, traerían de vuelta «Summer of Madness» con 11 canciones gratuitas que incluyen colaboraciones con Quintino, John Christian, Bassjackers, Paris Hilton y muchos más artistas. Durante un set en Tomorrowland 2019, Dimitri Vegas anunció que Netherrealms Studios lanzaría un aspecto de Sub-Zero del videojuego "Mortal Kombat 11" con su cara a mediados de agosto de 2019.
En septiembre de 2019, la discografía de Dimitri Vegas & Like Mike "Smash The House" se introduce en el mundo de los eSports con el equipo "SMASH Esports" de Counter-Strike: Global Offensive el cual está compuesto por los jugadores profesionales de eSports kRYSTAL, Maikelele, STYKO, zehN y Maden, dirigidos por Devilwalk como entrenador.

## Otros proyectos musicales

### Smash The House
Desde 2010 el dúo es propietario de la discográfica Smash the House, esta primeramente era una subdivisión de Spinnin' Records; luego formó parte de Armada Music y actualmente se encuentra bajo el sello Sony Music/Epic Ámsterdam. En esta discográfica, DJs como Yves V y Wolfpack vieron la luz y entraron en la escena del EDM. En Smash The House también lanzaron producciones artistas como W&W, Steve Aoki, Ummet Ozcan, MATTN, Blasterjaxx, Bassjackers, Angger Dimas, Tujamo, Carnage, Michael Calfan, Dada Life, Tara McDonald, entre otros.

#### Smash The House Radio
Desde 2013, los hermanos belgas añadieron en su canal en YouTube una nueva sección llamada "Smash The House Radio", la cual consistía en transmitir de 60 min. hasta 120 min. (En algunos casos), los cuales Dimi y Mike reproducían canciones de cualquier tipo de género. La sección tuvo un grande apoyo por parte de los fanes, a los que los hermanos decidieron, en algunos casos, colocar algunos Mashups, Edits, entre otras canciones exclusivas tocadas por ellos en algunos festivales de música electrónica. Dentro de la intro, contaba con algunos shows dados ese mismo año por parte de ellos, también se pueden escuchar canciones como «Mammoth», «Madness», «Wakanda» y «Ocarina»
En 2015, la entonces llamada "Smash The House Radio" dio una nueva imagen de aspecto y una nueva intro con visuales de varios shows donde participaban ellos, tanto festivales como Tomorrowland, Tomorrowworld y sus propios shows como Bringing The World The Madness, e incluso conciertos del año 2013. También en la intro se pueden apreciar a otros DJ's como NERVO, Ummet Ozcan y Steve Aoki. También dentro de la intro colocaron sus propios tracks más "famosos" en ese entonces, tales como «Higher Place», «The Hum», «Mammoth», «Nova», «Ocarina», «Tremor» y «Louder».
Fue hasta entonces que el día 29 de mayo de 2016, se transmitiría el último episodio de Smash The House Radio, se desconoce la causa la cual Dimitri y Mike decidieron dejar de subir más episodios. Se rumorea que también fue culpa por parte de algunas canciones protegidas por derechos de autor, las cuales los mismos autores decidieron negarles el acceso a sus canciones.

## Tomorrowland
Los organizadores ID&T quedaron tan impactados con la performance de los hermanos que los eligieron para ser los anfitriones del festival Tomorrowland. En 2010 aparecieron como anfitriones de Tomorrowland por primera vez y se les permitió hacer el himno del festival "Give into the night" junto con Dada Life y Tara McDonald, que fue el primer sencillo lanzado por el sello del dúo, Smash the House. En 2011, Dimitri Vegas & Like Mike volvieron a hacer el himno, esta vez con Afrojack y las hermanas Nervo. El sencillo se tituló «The Way We See The World». «Dream Together» fue el himno para la edición del festival de 2012 lanzado en LE7ELS. En 2013 el himno elegido fue «Chattahoochee» publicado en Smash the House. Para la última edición y décimo aniversario de Tomorrowland, Dimitri Vegas & Like Mike junto al dúo W&W crearon el himno «Waves». Tomorrowland no contó con un himno oficial, pero los mismos Dimitri Vegas & Like Mike declararon que Higher Place, su colaboración con Ne-Yo podría decirse qué era su himno no oficial de la edición 2015. En 2022 el dúo se presentó en la edición número 15 de Tomorrowland. También cerraron el evento principal el día 31 de julio junto a Steve Aoki con el nombre del grupo que denominan como 3 Are Legend.

## Rankings anual de DJs
DJmag
| DJ                        | 2011 | 2012 | 2013 | 2014 | 2015 | 2016 | 2017 | 2018 | 2019 | 2020 | 2021 | 2022 | 2023 | 2024 |
| ------------------------- | ---- | ---- | ---- | ---- | ---- | ---- | ---- | ---- | ---- | ---- | ---- | ---- | ---- | ---- |
| Dimitri Vegas & Like Mike | 79°  | 38°  | 6°   | 2°   | 1°   | 2°   | 2°   | 2°   | 1°   | 2°   | 5°   | 3°   | 2°   | 3°   |

101 DJs 1001Tracklist
| Productor                 | 2016 | 2017 | 2018 | 2019 |
| ------------------------- | ---- | ---- | ---- | ---- |
| Dimitri Vegas & Like Mike | 27°  | 37°  | 52°  | 31°  |

## Discografía
Desde que comenzaron su carrera en 2007, el dúo belga, lanzó un álbum de estudio, tres EP y cuatro álbumes recopilatorios.

### Álbumes de estudio
2023: Rewind + Repeat [Coming Soon]
2016: Sound Of Madness

### EPs
2018: Tomorrowland 2018 EP
2019: Tomorrowland 2019 EP
2020: Summer Of Madness 2020 EP

### Álbumes recopilatorios
2013: Bringing Home the Madness
2014: Bringing the World the Madness
2016: Asia Tour 2016 Edition
2016: Bringing The Madness

## Premios y nominaciones
| Año  | Premio             | Categoría                        | Obra nominada                                     | Resultado | Referencia |
| ---- | ------------------ | -------------------------------- | ------------------------------------------------- | --------- | ---------- |
| 2025 | Premios Lo Nuestro | Colaboración "crossover" del año | «To the beat» (con Regard, Natti Natasha y Sash!) | Nominados | [ 11 ]     |